# Chromadora macrolaima
Chromadora macrolaima is een rondwormensoort uit de familie van de Chromadoridae. De wetenschappelijke naam van de soort is voor het eerst geldig gepubliceerd in 1889 door de Man.